# Callyspongia acapulcaensis
Callyspongia acapulcaensis är en svampdjursart som först beskrevs av Carter 1882.  Callyspongia acapulcaensis ingår i släktet Callyspongia och familjen Callyspongiidae. Inga underarter finns listade i Catalogue of Life.